# (4449) Sobinov

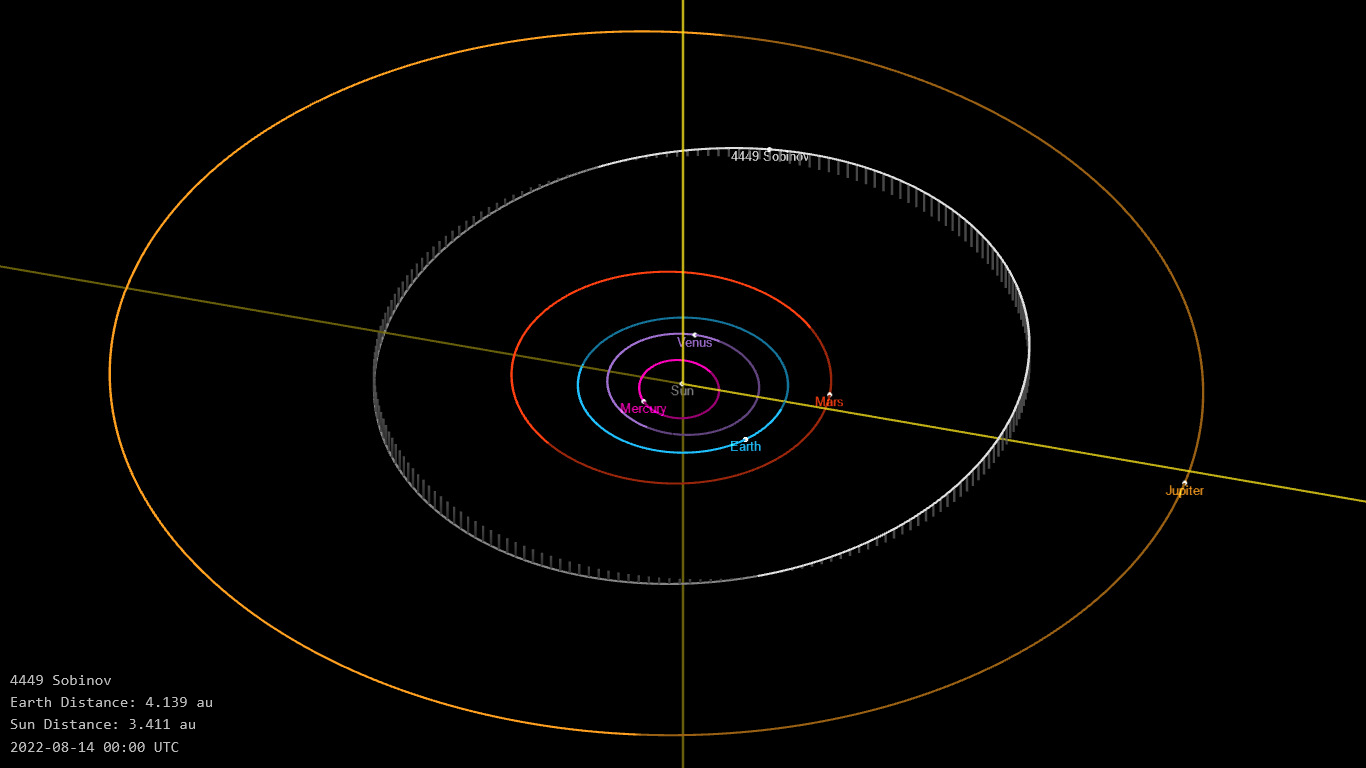
Órbita del Sobinov por el Laboratorio de Propulsión a Chorro. Instituto Tecnológico de California

(4449) Sobinov es un asteroide perteneciente al cinturón de asteroides, descubierto el 3 de septiembre de 1987 por la astrónoma soviética Liudmila Chernyj desde el Observatorio Astrofísico de Crimea.

## Designación y nombre
Designado provisionalmente como  1987 RX3. Fue nombrado Sobinov en honor al tenor ruso Leonid Sóbinov.